# ピピンの寄進

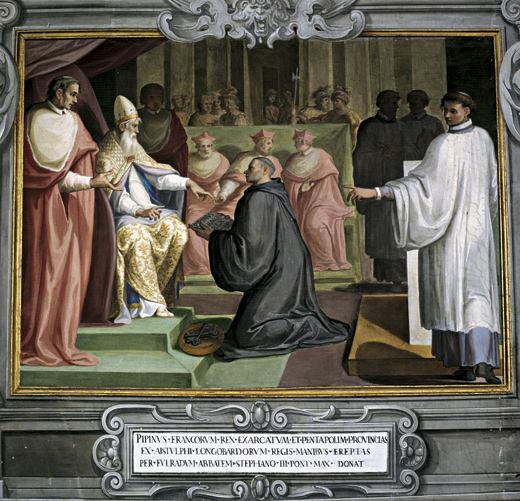
ピピンの寄進の様子

ピピンの寄進（ピピンのきしん）とは、756年にフランク王であるピピン3世がローマ教皇にランゴバルド王国を倒して獲得したラヴェンナ地方を寄進した出来事である。ラヴェンナはウマイヤ朝の北アフリカ領を牽制できる拠点であったが、ピピンは765年にアッバース朝のバグダードへ使者を派遣し後ウマイヤ朝を孤立させた。ラヴェンナが一時東ローマ帝国のものであったことから、ピピンの寄進は教皇庁と東ローマ帝国を対立させた。イコノクラスムの最中に行われ、近代まで続く宗教戦争の原因となった。

## ラヴェンナ総督領
751年当時、ランゴバルド王国はアイストゥルフの治世の下、ラヴェンナ総督領を支配していた。ラヴェンナ総督領はビザンツ帝国のイタリア統治の中心であり、領内を管轄する総主教はローマ教皇からは独立しビザンツ皇帝の支配下にあった。
総督領にはコルシカ島がふくまれる。紀元前534年にエトルリア人がギリシア人を破り、コルシカを共和政ローマ建国の礎とした。帝政ローマの末期、4世紀に民族移動時代を先駆け、西ゴート族がモエシアから西ゴート王国までやってきた。建国の過程でアラリック1世が402年、西ローマ帝国の宮廷をミラノからラヴェンナへと移転させた。後にラヴェンナは東ゴート王国の首都になった。553年に東ゴートが滅び、領土がラヴェンナごと東ローマ帝国のものとなった。しかし、この地にランゴバルド王国が興ってしまった。

## 概要
ピピンはメロヴィング朝の宮宰時代にカトリック教会と妥協するため教会領没収をめぐる紛争解決に貢献していた。ピピンは王位に就くためローマ教皇の支援を求め、サン＝ドニ大修道院長に教皇との面会を求めた。教皇は彼に王権を認める代わりに、ランゴバルド人を打ち破ることを要求した。スポレート公とランゴバルド王はローマの支配権を脅かし、アイストゥルフは有能な外交官でもある教皇ザカリアスに貢物を求めていた。ピピンはザカリアスによってソワソンで戴冠を受けてピピン3世となり、ザカリアスの跡を継いだローマ教皇ステファヌス2世はローマ教皇誕生以来初めてアルプスを越え、ピピン3世とケルジーで面会した。
754年7月28日、ステファヌス2世はピピン3世と2人の息子（カールマンとシャルルマーニュ）をサン＝ドニ大聖堂で聖別し、ピピン3世にローマ貴族の地位を与えた。これはフランス革命が起こりアンシャン・レジームが終わるまではフランス王の戴冠式とされていた。
756年、ピピン3世はその見返りにランゴバルド王アイストゥルフを破り、教皇にラヴェンナ地方を寄進した。ピピン3世は同年にローマでも寄進を行い、彼の子のシャルルマーニュ（カール大帝）も774年に寄進を行った。